# Acantopsis thiemmedhi
Acantopsis thiemmedhi är en fiskart som beskrevs av Sontirat, 1999. Acantopsis thiemmedhi ingår i släktet Acantopsis och familjen nissögefiskar. IUCN kategoriserar arten globalt som otillräckligt studerad. Inga underarter finns listade i Catalogue of Life.